# Южная амбарная огнёвка
Южная амбарная огнёвка, или индийская моль, или южная огнёвка, или амбарная огнёвка (лат. Plodia interpunctella) — вид чешуекрылых из семейства настоящих огнёвок (Pyralidae). Единственный представитель рода Plodia. Бабочки имеют размах крыльев 16—20 мм и хорошо отличаются от других близких видов огнёвок прямыми губными щупиками и двуцветной окраской крыльев — беловато-жёлтой или серо-жёлтой в основании и ржаво-охристой или красно-коричневой в вершинных 2/3 передних крыльев. Опасный вредитель запасов пищевых продуктов. Изредка встречается в гнёздах птиц. Гусеницы могут паразитировать в полостях тела и под кожей позвоночных. Эта огнёвка может провоцировать развитие анафилактической аллергии. Симбиотические бактерии, живущие в кишечнике гусениц, способны разрушать полиэтиленовую и поливинилхлоридную плёнку, и обеспечивают иммунитет к патогенным микроорганизмам. На стадии имаго не питается. Общая плодовитость составляет до 400 яиц. Развитие в зависимости от экологических условий происходит с диапаузой или без неё. При оптимальных условиях в течение года может быть 18 поколений. В кариотипе Plodia interpunctella 30 пар хромосом. В W-хромосоме обнаружен большой специфичный для самок участок гетерохроматина (PiSAT1). Митохондриальный геном состоит 15287 пар нуклеотидов, в которых закодирована последовательность 36 генов. Космополитный и синантропный вид.

## Описание

### Имаго
Размах крыльев 13—20 мм. Длина переднего крыла самцов 5,65—5,92 мм, самок — 6,40—6,82 мм. Длина тела 6—8,5 мм. Самки в среднем крупнее самцов. Губные щупики направлены вперёд и немного опущены, с прижатыми чешуйками, а конечный их членик короткий и заострён. Челюстные щупики укорочены, нитевидные. Губные щупальца 3-членистые, сильно выдаются вперёд, наподобие клюва. Голова довольно сильно сплющена сверху вниз, покрыта красновато-оранжевыми чешуйками, которые выступают над лбом в виде конуса. Лоб конусовидный. Глаза чёрные, обрамлены тонкими, довольно длинными щетинками. Простые глазки располагаются у границы между лобной поверхностью и теменем (за основанием усиков). Ротовые органы расположены в нижней части головы. У самцов усики покрыты короткими ресничками, у самок — нитевидные. Грудь и тело красновато-оранжевого цвета. Тегулы (небольшие пластинки, которые прикрывает сверху место прикрепления крыльев к груди) густо покрыты чешуйками. Крылья имеют по краям 3 ряда длинных волосовидных чешуек, которые образуют короткую бахромку. Передние крылья узкие, отношение длины и ширины 1:3,5, с изогнутым передним краем, округло-треугольные, с неразделённой срединной ячейкой. Окраска передних крыльев двухцветная — беловато-жёлтая или серо-жёлтая в области их основания и бурая, ржаво-охряная или красно-коричневая в остальной части. Рисунок на передних крыльях состоит из двух проходящих поперёк крыла тёмно-бурых перевязей со свинцово-бурым блеском и тёмного пятна (в середине радиально-кубитальной ячейки крыла) на конце скрученной ячейки. Задние крылья коротко-овальные, однотонные, грязно-белые или серовато-белые, с затемнённым наружным краем и коричневой каймой. Субкостальная жилка впадает в костальный край переднего крыла за его серединой. Передние крылья без жилок R3, R5 и M2, на задних отсутствует только M2. Жилка A2 на передних крыльях не ветвится. На задних крыльях субкостальная жилка на значительном протяжении слита со стволом радиальных жилок. У самцов нижняя сторона передних крыльев имеет заворот, снизу окружённый волосковидными чешуйками. Ноги хорошо развиты. Бедро и голень передних ног короткие. В строении генитального аппарата самца вальвы узкие с загнутым внутрь верхним краем. Перед их вершинами располагается небольшого размера вырост в форме зубца. Наружный край вальвы несёт на себе слабовыраженные зазубрины. Пенис имеет вид простой слабо склерозированной трубки с расширенным основанием, по длине равной вальве. Саккус (отросток, простирающийся внутрь брюшка) широкий, желобовидный. В строении генитального аппарата самки лопасти вагинальной пластинки не соединены между собой. Совокупительная сумка с коротким протоком, конец которого расширен и сильно пигментирован. Её стенки покрыты концентрически расположенными рядами из мелких шипиков.

### Яйцо
Яйца беловато-желтоватого цвета и овальной формы. Их размеры составляют 0,4—0,62×0,23—0,28 мм. Оболочка слабо ячеистая. В конце развития яйца становятся мутно-белого цвета, сквозь оболочку просвечивается сформировавшаяся гусеница.

### Гусеница
На момент вылупления из яйца гусеницы имеют длину 0,7—1 мм, на последней стадии развития достигают длины 10—16 мм. Тело мягкое, червеобразное, его форма приближена к цилиндрической, суживается к обоим концам. Кожа гладкая, поверхность кутикулы покрыта мелкими, густыми микроскопическими бугорками с плоской вершиной. Окраска тела взрослой гусеницы беловато-жёлтая или зеленоватая. Нижний край головы по середине тёмно-коричневый или чёрный. Лоб занимает 2/3 высоты головы. По бокам головы имеется по шесть, реже пять, простых глазков, при этом 3 и 4 глазки иногда соприкасаются. С каждой стороны у основания головы имеются по одному продолговатому пятну. Верхние челюсти на вершине с тремя зубцами. Самым крупным из них является средний зубец. Дыхальца располагаются на переднегруди и на восьми сегментах брюшка. Самыми крупными является дыхальца восьмого сегмента. Они отчётливо выступают над поверхностью тела и их край со слабо склеротизированной каймой. Тёмные пятна у основания щетинок, в отличие от гусениц огнёвок рода Ephestia, отсутствуют. Тазики передних ног расставлены на 2/3 своего диаметра, а промежуток между средне- и заднегрудными тазиками примерно равен ему. Брюшко с четырьмя парами ног. Крючки на этих ногах расположены венцом в два круга. Большие крючки в три раза больше мелких.

### Куколка
Куколка длиной 6,2—9 мм. Форма куколки веретеновидная, голова округлая, покровы хитинизированные и плотные. Её окраска изменяется в процессе развития. Первоначально она жёлтая, затем — у неё темнеют глаза, а перед выходом бабочки темнеет вся куколка. Теменной шов на голове хорошо развит. Грудные дыхальца хорошо заметные, округлой формы. Поверхность куколки гладкая. Шипы и волоски на теле отсутствуют. Брюшко гладкое, без ямчатой скульптуры. Между IX и Х сегментами брюшка отсутствует борозда на дорсальной (спинной) стороне куколки.
- Яйца
- Гусеница
- Куколка
- Самец
- Самка

## Биология
Встречаются преимущественно в отапливаемых жилых помещениях, на складах, предприятиях пищевой промышленности, в хранилищах, подсобных помещениях и торговых залах продуктовых магазинов, на мукомольных предприятиях, хлебокомбинатах, пивных заводах, кондитерских фабриках, в пекарнях и т. п. Также обнаружены в гнёздах птиц, шмелей, пчёл-листорезов, пчёл антофор (Anthophora), бумажных ос (Polistes) и пчёл осмий (Osmia).
Бабочки выходят из куколок обычно во второй половине дня или под вечер. Сразу после выхода бабочки обычно сидят около своего кокона или отползают в сторону, взбираются на возвышение, выступы стен и замирают в положении с висящим вниз брюшком до расправления крыльев. Расправление и высыхание крыльев длится обычно 30-40 минут. Расправленные крылья отвердевают и приобретают окончательную окраску. После этого бабочки прячутся или улетают. Лёт бабочек растянут. Они ведут ночной или сумеречный образ жизни, когда в спектре преобладает синий свет (400—475 нм). В дневное время и во время отдыха они обычно мало подвижны, сидят на стенах, на нижней стороне различных предметов, реже на их боковых сторонах и крайне редко сверху. Летают вечером и в ночное время и обычно не летят на искусственные источники света. Самцы и спарившиеся самки иногда совершают дальние перелёты, это также происходит обычно в сумерках. Самцы более активные и подвижные, чем самки. Бабочки не питаются (афагия) и живут за счёт запасов питательных веществ, накопленных на стадии гусеницы. Продолжительность жизни бабочек обоих полов зависит от температуры окружающей среды, а также их участия в процессе спаривании. Она составляет 5-20 дней при спаривании и больше, если бабочки не спаривались. Самки живут меньше самцов.

### Размножение
Появившиеся весной из перезимовавших куколок бабочки обычно спариваются уже в день своего выхода из куколки, по другим источникам — через несколько дней после выхода из куколки. Оптимальными являются температуры от 20 до 30°С. В опытах в температурном интервале между 30 и 35°С активность спаривания увеличивалась при возрастании относительной влажности. При других температурах влияние влажности было менее заметно или не проявлялось. Спаривания при температурах ниже 20°С было более продолжительным, чем при температуре более. При высоких температурах увеличение относительной влажности воздуха приводило к увеличению продолжительности спаривания. Самки могут спариваться несколько раз с разными самцами, а самцы — с несколькими самками.
Как самки, так и самцы выделяют феромоны, которые влияют на половое поведение при поиске партнёра и спаривании. У Plodia interpunctella идентифицировано четыре первичных феромона самок: (Z,E)-9,12-тетрадекадиенилацетат, (Z,E)-9,12-тетрадекадиеналь, (Z,E)-9,12-тетрадекадиенол и (Z)-9-тетрадеценилацетат. Удаление любого компонента смеси снижает число привлечённых самцов. Было высказано предположение, что причина наличия такого большого количества компонентов в феромоне заключается в том, что он обеспечивает видовую специфичность. Самцы также выделяют феромоны. Приблизившись к самке, самец выделяет феромоны из андроконий, расположенных у основания каждого переднего крыла. Эти феромоны заставляют самку оставаться неподвижной в позе с приподнятым брюшком между крыльями, что облегчает спаривание.
Самцы прилетают к самкам. Спаривающиеся бабочки обычно сидят на стенах помещений, обращены головами в противоположные стороны. Самки спариваются с несколькими самцами. Последние имеют ограниченное количество сперматозоидов и в зависимости от различных факторов выделяют разное их количество во время спаривания. Самцы передают большее количество половых клеток самкам, которые ранее уже спаривались несколько раз, чтобы повысить свои шансы на успех в конкуренции сперматозоидов других самцов. Самцы также выделяют больше сперматозоидов при спаривании с более «молодой» самкой.
Созревание яиц в теле самки после спаривания с самцом происходит за два — четыре приёма. В первый раз созревает наибольшее количество яиц, которое и откладывается самкой через 1-2 суток после спаривания. По другой информации самка приступает к откладыванию яиц уже спустя несколько часов после спаривания. При откладке яиц самка стремится распределить их как можно шире по всей поверхности питательного субстрата для гусениц. Отложив первую порцию яиц, самка успокаивается до следующего дня, когда приступает к откладыванию новой кладки. Яйца откладываются одиночно или группами до 30 штук, иногда размер кладки достигает 275 яиц. Общая плодовитость одной самки составляет от 150 до 400 яиц. На неё влияют особенности потребляемой бабочками пищи, наличие воды, а также размеры и физиологическое состояние самки. Биоритмы, вероятно, оказывают слабое воздействие на откладку яиц. Продолжительность эмбрионального развития (стадия яйца) составляет от 2 до 16 дней: от 3—4 (при 30 °С) до 7—8 суток (при 20 °С). При температуре 15°С и ниже яйца не вылупляются. В среднем стадия яйца при благоприятных условиях составляет 4—5 дней.

### Питание и развитие гусениц
За время своего развития гусеницы проходят пять-семь возрастов. Выйдя из яйца, гусеницы начинают активно и быстро ползать в поисках подходящего для себя места, например, трещин либо морщинок кожицы плода или зерна, и забираются внутрь них. На 2—3-й день жизни гусеницы сооружают из выделяемой ими шелковистой нити паутинную трубочку и прикрепляет к ней свои экскременты. Находясь в трубочке, гусеницы питаются, прогрызая вокруг себя широкий ход в пищевом субстрате. Они могут покидать свои паутинные трубочки, а при питании в таких пищевых субстратах, как сухофрукты, часто не сооружают их вовсе, а живут внутри сухих плодов. Потревоженные гусеницы сворачиваются кольцом.
Гусеницы могут питаться очень широким спектром сухих пищевых продуктов, главным образом, растительного происхождения: мукой, различными крупами, зерном, пшеницей, рожью, кукурузой, рисом и продуктами их переработки, зерновыми хлопьями, макаронными изделиями, сухими хлебобулочными изделиями, сушёными фруктами и овощами, изюмом, различными орехами, каштанами, желудями, семенами бобовых, включая фасоль и горох, различными семенами, арахисом, лекарственным сырьём, сушёными травами, пряностями, шоколадом и изделиями из него, сухими дрожжами, солодом и другими растительными субстратами. Известны случаи питания гусениц сухими кормами для домашних животных (на растительной основе), птичьим кормом, сухими суповыми смесями, измельчённым красным перцем, какао-бобами, заменителями кофе, печеньем, старыми сотами и пергой пчёл и даже ядовитыми семенами дурмана (Datura stramonium). Предпочитают в первую очередь муку, особенно кукурузную, хотя питание ею приводит к увеличению времени развития бабочек. В зёрнах гусеницы в первую очередь выедают зародыш, и чем суше семя, тем сильнее оно повреждается таким образом. Качество и характер пищевого субстрата оказывают большое влияние на процесс развития гусениц. От них же зависит скорость развития гусениц. Так, из гусениц, питавшихся мукой, выходят бабочки меньших размеров, чем из гусениц, питавшихся сухофруктами.
Гусеницы покрывают пищевой субстрат шелковиной (паутиной), при значительном развитии в нём образуются комки. Продолжительность развития 23—56 суток. Самки развиваются быстрее самцов. Оптимальные температуры развития гусениц лежат в диапазоне от 18 до 35 °С. Порог устойчивости — 10°С.
В кишечнике Plodia interpunctella идентифицированы несколько видов симбиотических микроорганизмов (Enterobacter asburiae YT1 и Bacillus spp. YP1), позволяющие им осуществлять биодеградацию полиэтилена и других пластмасс. Видовой состав и численность микроорганизмов кишечника зависит от состава корма. Помимо участия в пищеварении они могут защищать хозяина от патогенных микроорганизмов, формирую стойкий иммунитет к ним.
Характерной поведенческой особенностью гусениц южной мучной огнёвки является каннибализм. Он является одним из механизмов конкуренции, оказывает влияние на динамику популяции вида. Обычно гусеницы пятого и четвёртого возраста преимущественно поедают здоровых гусениц более ранних возрастов, а также заражённых вирусами гусениц равных с ними размеров. Заражённые гусеницы менее активны и не травмируют гусеницу-каннибала при нападении. Это характерно для гусениц третьего возраста, которые преимущественно нападают на инфицированных особей второго возраста.
Переход в состояние диапаузы происходит после пятого возраста и контролируется продолжительностью фотопериода и температурой, её интенсивность различается у разных линий. Непосредственным пусковым сигналом к диапаузе может быть резкое снижение температуры и продолжительность освещения меньше 13 часов. Диапауза, вызванная температурой около 20 °С, имеет продолжительность не более 4 месяцев, а при температуре выше 25 °С она может удлинятся до 9 месяцев. Максимальная зарегистрированная продолжительность развития 267 суток. Скорость развития гусениц из одной кладки в одинаковых условиях различается. Размер бабочек зависит от особенностей корма. Особи, питавшиеся сухофруктами на стадии гусеницы на стадии имаго, как правило, крупнее выросших на муке. Развитие может происходить и без диапаузы.
Последний возраст гусеницы отличается большой продолжительностью. В его начале гусеницы активно двигаются и питаются, а спустя 5-7 дней при благоприятных условиях перестают питаться, покидают кормовой субстрат и перемещаются от 12 до 48 часов в поисках подходящего места для образования кокона. Окукливаются в полупрозрачном коконе цилиндрической формы. Наиболее часто окукливаются в щелях и трещинах в стенах и полу, открыто на стенах, в складках мешков с кормовым субстратом, иногда — в кормовом субстрате, которым питалась гусеница.
Куколка развивается от 7 до 31 суток. Продолжительность её развития зависит от температуры окружающей среды. Количество поколений, способных развиться за год находится в зависимости от продолжительности времени, на протяжении которого сохраняются условия, необходимые для развития гусениц. При оптимальных условиях в течение года максимально может развиваться до 18 поколений. Наблюдается устойчивая зависимость количества поколений от климатических факторов места обитания, в первую очередь от температурных показателей. На севере ареала только одно поколение. Зимуют гусеницы последнего возраста в коконах, реже — куколки.

### Естественные враги
Гусеницы южной амбарной огнёвки являются хозяевами паразитических клещей перепончатокрылых и двукрылых. Среди таких паразитов отмечены ихневмониды (Campoletis (или Echphoropsis) viennensis, Lathrostizus insularis, Venturia canescens, Holepyris (или Nemeritis) hawaiiensis, Diadegma chrysostictos = Diadegma kiehtani), бракониды (Bracon hebetor, Microbracon brevicornis, Psyttalia (или Opius) carinata), птеромалиды (Dybrachys cavus), муравьи (Iridomyrmex purpureus, Iridomyrmex rufoniger), тахины (Clausicella floridensis, Clausicella neomexicana). Хищниками южной амбарной огнёвки являются клопы семейства Lyctocoridae (Xylocoris cursitans), клещи семейства Pyemotidae (Pyemotes ventricosus).
Паразитами гусениц Plodia interpunctella являются нематоды родов Heterorhabditis и Steinernema. Эти паразиты проникают в тело хозяина через рот, дыхальца или анальное отверстие и развиваются на протяжении двух-трёх поколений. Непосредственной причиной смерти являются выделения бактерий-мутуалистов Photorhabdus spp., которые были обнаружены в кишечнике нематод. Смерть гусениц происходит в течение 48 часов. В лабораторных условиях смертность от нематод может составлять от 62,25 % до 71,25 %.
Южная амбарная огнёвка восприимчива к вирусу гранулёза, который относится к семейству бакуловирусов. Заражаются гусеницы на ранних стадиях развития, а личинки последнего возраста либо устойчивы к вирусу или могут содержать сублетальные концентрации патогена. Передача вируса гранулёза может происходить как горизонтально (от особи к особи), так и вертикально (от родителей к потомкам). Было показано, что и самки и самцы способны передавать сублетальную инфекцию своему потомству. Одним из способов передачи вируса в популяции является каннибализм. Отмечено также поражение микроспоридиями рода Nosema и бактериями Bacillus thuringiensis.

## Генетика
В кариотипе Plodia interpunctella 30 пар хромосом. Самцы имеют две одинаковые (ZZ) половые хромосомы, а самки гетерогаметны (ZW). В W-хромосоме обнаружен крупный (более трети длины) участок гетерохроматина (PiSAT1), представляющий собой специфичную для самок последовательность нуклеотидов. У многих других видов чешуекрылых W-хромосома состоит из чередующихся специфических для самок и общих для обоих полов последовательностей. Выявлено, что этот уникальный для Plodia interpunctella участок является сателлитной ДНК и редко встречается в аутосомах и/или Z-хромосоме. Предполагают, что он может выполнять регуляторную роль через образование некодирующей РНК.
Митохондриальный геном состоит из 15287 пар нуклеотидов, в которых закодирована последовательность 36 генов и контрольной области. В 13 генах зашифрована информация белках, 2 гена производят рибосомальную РНК, 22 гена используются для синтеза транспортной РНК. В нуклеотидом составе 80,15 % составляют нуклеотиды A и Т. Белок-кодирующие гены начинаются обычно с последовательности ATA, ATC, ATG и ATT и только ген первой субъединицы цитохром-c-оксидазы (cox1) может начинаться с кодона CGA. У четырёх белковых генов терминирующий кодоны неполные T или TA. Из генов транспортной РНК только trnS1 (AGN) не образует типичной структуры клеверного листа. Контрольная область состоит из 327 пар нуклеотидов.

## Классификация и распространение
Вид описан Якобом Хюбнером в 1813 году как Tinea interpunctella, является единственным представителем рода Plodia Guenée, 1845. Близкородственными родами являются Cadra и Ephestia.
Вид является космополитом. Современный ареал охватывает преимущественно тропические и субтропические регионы всех континентов. В мире широко распространён в странах Средиземноморья, Западной и Восточной Европы, на Кавказе, в Закавказье, странах Средней и Малой Азии, Северной Африке, Северной Америки, Южной Америки, Австралии. На севере ареала встречается только в помещениях. Распространена южная амбарная огнёвка в том числе в южной части России и стран СНГ, встречаясь также в помещениях среднеширотных и северных регионов. В летние месяцы на юге европейской части России и на Кавказе может летом давать и 1-2 поколения в природе. Южная амбарная огнёвка обычна в складах, подсобных помещениях продуктовых магазинов, на мукомольных предприятиях и т. п.
Существуют две основные гипотезы происхождения и расселения южной амбарной огнёвки. Одни учёные считают родиной вида Средиземноморье, другие предполагают, что он происходит из Северной Америки. В СССР завезена в 1920-х годах. Предполагают, что в Европу этот вид попал из Индии, поэтому его также называют индийской молью. По другой версии, название индийская моль было впервые предложено американским энтомологом Азой Фитчем в 1858 году, потому что он наблюдал, как личинки питаются кукурузной мукой, которую в то время называли индийской мукой.
Карантинный объект для Венгрии, Чехии, Словакии, Монголии, Китая.

## Хозяйственное значение
Гусеницы южной амбарной огнёвки являются вредителями самых разнообразных продовольственных запасов в хранилищах, магазинах, пищевых предприятиях и жилых домах. Зарегистрированы в качестве вредителей как минимум 179 различных видов пищевых запасов, включая муку, особенно кукурузную, зерно, рожь, пшеницу, кукурузу, рис и продукты их переработки, сушёные фрукты и овощи, пряности, изюм, шоколад и изделия из него, различные орехи, арахис, лекарственное сырьё, сушёные травы, сушёный табак и табачные изделия, сухие дрожжи. Также могут повреждать гербарные образцы, энтомологические коллекции. Распространяются с заражёнными продуктами, а в пределах населённого пункта или предприятия также путём разлёта бабочек.
Гусеницами чаще всего повреждается верхний слой пищевого субстрата на глубину до 20 см. Повреждённые продукты оплетаются паутиной и засоряются экскрементами. Паутина, выделяемая гусеницами, смешивается с экскрементами и личиночными шкурками, что придаёт заражённым продуктам неприятный запах. При интенсивном поражении паутинный слой может быть очень толстый. В некоторых районах вредоносность южной амбарной огнёвки может быть выше, чем у мучной огнёвки (Pyralis farinalis).
Южная амбарная огнёвка также является одним из опасных вредителей в шмелеводстве. Бабочки могут проникать внутрь гнёзд шмелей, например земляного шмеля (Bombus terrestris), и откладывают там яйца. Гусеницы поедают, а также загрязняют своими экскрементами кормовые запасы в гнёздах, а также повреждают расплод шмелей.
Известны случаи паразитирования гусениц в полостях тела некоторых домашних животных. Так живые гусеницы были извлечены из полости головного мозга индийского кольчатого попугая и из подкожной клетчатки домашних кошек.
Гусеницы четвёртого и пятого возраста могут проделывать входные отверстия в полиэтиленовых пакетах толщиной 0,03 мм. Для поиска входных отверстий молодые гусеницы могут преодолевать расстояние до 38 см. Они способны прогрызать также плёнки из поливинилхлорида в течение пяти дней, а через многослойную полипропиленовую плёнку они проникают на 21 сутки экспозиции.
Непосредственный контакт с гусеницами и бабочками, вдыхание фрагментов их тел или продуктов их жизнедеятельности может вызывать у человека различные бронхолёгочные заболевания. Попадание гусениц и их экскрементов вместе с заражёнными ими пищевыми субстратами в пищеварительную систему человека может привести к развитию желудочно-кишечных расстройств. Пищеварительные ферменты гусениц являются аллергенами, которые могут провоцировать развитие аллергических реакций — ринитов, конъюнктивитов, а при попадании на кожные покровы вызывать различные дерматиты. Около половины (51 %) пациентов, страдающих аллергией на домашнюю пыль, имели иммуноположительную реакцию на экстракт этого вида чешуекрылых. Идентифицированными аллергенами являются аргининкиназа и тиоредоксин. Белок аргининкиназа является перекрёстно-реагирующим аллергеном. При этом известно, что перекрестные свойства аллергенов могут влиять на клинические проявления возникающих аллергических реакций и на результаты проводимых диагностических проб. Развитие данных аллергические реакций может быть как самостоятельным, так и выступить в качестве этиологического фактора при возникновении бронхиальной астмы, аллергодерматозов, ангионевротических отёков и других заболеваний. Доказано существование чётких связей между плотностью южной амбарной огнёвки и развитием сенсибилизации у больных бронхиальной астмой. Развитие вышеуказанных заболеваний отмечается главным образом у людей, работающих в заражённых огнёвкой складских помещениях и приобретающих товары, поражённые её гусеницами.
Южная амбарная огнёвка используется наряду с другими видами насекомых в качестве белкового корма при разведении беспозвоночных энтомофагов, например в биологических лабораториях при крупных тепличных комбинатах, а также при разведении муравьёв в муравьиных фермах (формикариях).

## Методы борьбы
Профилактические меры борьбы с южной амбарной огнёвкой включают подготовку хранилищ и помещений перед приемкой и размещением на хранение сухого растительного сырья, проведение комплексного обследования всех объектов на зараженность, очистка и дезинсекция при помощи влажной или аэрозольной обработки; подготовка хранимого растительного сырья — сушка до сухого состояния или средней сухости, очистка от сорных примесей, снижение температуры хранения, опрыскивание контактными инсектицидами; проведение постоянного контроля за зараженностью насекомыми-вредителями. Также одним из важнейших условий предотвращения заражения сырья и продукции гусеницами южной амбарной огнёвки является содержание в чистоте складских и производственных помещений.
В качестве традиционного способа борьбы с огнёвкой использовалась фумигация бромистым метилом и фосфином. Производство бромистого метила, который является одним из озоноразрушающих веществ, было ограничено Монреальским протоколом с 1995 года. Были запрещены некоторые инсектициды на основе фосфорорганических соединений и уретанов. Появились устойчивые линии южной амбарной огнёвки к ряду веществ, например малатиону и хлорпирифосу. Устойчивость к фосфину была выявлена в 2016 году. Экологически безопасными фумигантами против южной амбарной огнёвки считаются метилбензоат и сульфурилфторид.
Это всё вынуждает находить альтернативные комплексные подходы к борьбе: прежде всего общесанитарные меры, такие как очистка трещин и щелей в стенах и самих стен от коконов, сортировка заражённого зерна, термическая обработка, хранение продуктов при пониженной концентрации кислорода в воздухе. Рекомендуется хранить продовольственные запасы при температуре ниже +15 °С. Понижение температуры до 10°С приводит к развитию стрессовых реакций, возрастает смертность, снижается плодовитость и жизнеспособность яиц.
В лабораторных экспериментах показана возможность развития устойчивости к энтомопатогенной бактерии Bacillus thuringiensis, хотя нет прямых доказательств что такая устойчивость имеется у природных популяций.
Для контроля популяций Plodia interpunctella проводились лабораторные испытания с использованием аттрактантов, репеллентов, веществ стимулирующих и подавляющих спаривание. Широкого коммерческого применения в качестве мер борьбы эти методы не получили. Для оценки численности используют пищевые аттрактанты и феромонные ловушки. Применяются также клеевые ловушки, содержащие половые феромоны самок, которые способствуют удалению самцов из популяций, что помогает поддерживать численность вредителя на экономически безопасном уровне.
Осуществлялись лабораторные и полевые опыты применения естественных врагов, например яйцевых паразитов рода Trichogramma и нематод рода Heterorhabditis. Показана высокая эффективность Bracon hebetor.
Применяются также вирусы, вызывающие гранулёз. Было обнаружено, что в популяциях, подвергшихся воздействию вируса гранулёза, почти в два раза возрастает устойчивость к инфекции. Новой группой токсикантов, апробируемой для борьбы с южной амбарной огнёвкой, являются пропептиды, которые подавляют активность пищеварительных ферментов гусениц. Для контроля численности предложено также использовать стерилизованных самцов.
Альтернативой методов фумигации является обработка диатомитной пылью и спиносадом. При дозах 500 и 1000 ppm погибали до 86—97 % гусениц первого возраста. Природный инсектицид спиносад уже при дозе 1 ppm приводит к гибели до 97,6—99,6 %.
Для борьбы с гусеницами используется также обработка хранящихся продуктов гамма-излучением в дозах 250 Гр. При этом происходит разрушение клеток эпителия кишечника и снижение численности симбиотических бактерий.